# ZC3H12A
ZC3H12A (англ. Zinc finger CCCH-type containing 12A) – білок, який кодується однойменним геном, розташованим у людей на короткому плечі 1-ї хромосоми. Довжина поліпептидного ланцюга білка становить 599 амінокислот, а молекулярна маса — 65 699.
| 10         |  | 20         |  | 30         |  | 40         |  | 50         |
| ---------- |  | ---------- |  | ---------- |  | ---------- |  | ---------- |
| MSGPCGEKPV |  | LEASPTMSLW |  | EFEDSHSRQG |  | TPRPGQELAA |  | EEASALELQM |
| KVDFFRKLGY |  | SSTEIHSVLQ |  | KLGVQADTNT |  | VLGELVKHGT |  | ATERERQTSP |
| DPCPQLPLVP |  | RGGGTPKAPN |  | LEPPLPEEEK |  | EGSDLRPVVI |  | DGSNVAMSHG |
| NKEVFSCRGI |  | LLAVNWFLER |  | GHTDITVFVP |  | SWRKEQPRPD |  | VPITDQHILR |
| ELEKKKILVF |  | TPSRRVGGKR |  | VVCYDDRFIV |  | KLAYESDGIV |  | VSNDTYRDLQ |
| GERQEWKRFI |  | EERLLMYSFV |  | NDKFMPPDDP |  | LGRHGPSLDN |  | FLRKKPLTLE |
| HRKQPCPYGR |  | KCTYGIKCRF |  | FHPERPSCPQ |  | RSVADELRAN |  | ALLSPPRAPS |
| KDKNGRRPSP |  | SSQSSSLLTE |  | SEQCSLDGKK |  | LGAQASPGSR |  | QEGLTQTYAP |
| SGRSLAPSGG |  | SGSSFGPTDW |  | LPQTLDSLPY |  | VSQDCLDSGI |  | GSLESQMSEL |
| WGVRGGGPGE |  | PGPPRAPYTG |  | YSPYGSELPA |  | TAAFSAFGRA |  | MGAGHFSVPA |
| DYPPAPPAFP |  | PREYWSEPYP |  | LPPPTSVLQE |  | PPVQSPGAGR |  | SPWGRAGSLA |
| KEQASVYTKL |  | CGVFPPHLVE |  | AVMGRFPQLL |  | DPQQLAAEIL |  | SYKSQHPSE  |

A: Аланін

C: Цистеїн

D: Аспарагінова кислота

E: Глутамінова кислота

F: Фенілаланін

G: Гліцин

H: Гістидин

I: Ізолейцин

K: Лізин

L: Лейцин

M: Метіонін

N: Аспарагін

P: Пролін

Q: Глутамін

R: Аргінін

S: Серин

T: Треонін

V: Валін

W: Триптофан

Кодований геном білок за функціями належить до репресорів, гідролаз, нуклеаз, білків розвитку, ендонуклеаз, фосфопротеїнів. 
Задіяний у таких біологічних процесах як апоптоз, імунітет, відповідь на стрес, транскрипція, регуляція транскрипції, запальна відповідь, пошкодження ДНК, ангіогенез, диференціація, нейрогенез, антивірусний захист, поліморфізм. 
Білок має сайт для зв'язування з іонами металів, іоном цинку, ДНК, іоном магнію, РНК. 
Локалізований у цитоплазмі, ядрі, мембрані, ендоплазматичному ретикулумі.